# 星槎湘南大磯キャンパス
星槎湘南大磯キャンパス（せいさしょうなんおおいそキャンパス）は神奈川県中郡大磯町にある星槎グループのキャンパスである。

## 概要
星槎湘南大磯キャンパスは主に星槎国際高等学校湘南学習センターに使われており、星槎大学湘南大磯キャンパスとしての機能のほか、コミュニティ放送湘南マジックウェイブのスタジオ（演奏所）もある。

## 星槎国際高等学校湘南学習センター
星槎国際高等学校 湘南学習センター（せいさこくさいこうとうがっこう しょうなんがくしゅうせんたー）とは学校法人国際学園が運営する私立の星槎国際高等学校の学習センターである。

### 沿革
- 2015年 - 湘南学習センター開校
- 2019年 - 全日本高等学校女子サッカー選手権大会で創部5年目で初優勝[1][2]

### スポーツ専攻
- 男子サッカー
- 女子サッカー
- 硬式野球（監督：土屋恵三郎／元桐蔭学園）
- バレーボール
- 陸上競技
- バスケットボール
- アーチェリー
- 空手

### 著名出身者
- 本田仁海 - プロ野球、オリックス・バファローズ投手
- 宮澤ひなた - サッカー、日テレ・ベレーザ選手

## 湘南マジックウェイブ
学校法人国際学園は、 大磯町・二宮町、足柄上郡中井町の各一部地域を放送対象地域として超短波放送（FM放送）をする特定地上基幹放送事業者でもある。
湘南マジックウェイブは、このコミュニティ放送の愛称であり、運営する有限会社の名称でもある。

### 概要
学校法人国際学園は呼出名称おおいそエフエムの特定地上基幹放送局の免許人であるが、運用はグループ会社の有限会社湘南マジックウェイブによる。すなわち、有限会社湘南マジックウェイブは特定地上基幹放送事業者にはあたらない。また、認定基幹放送事業者でも基幹放送局提供事業者でもない。
学校法人国際学園の理事長で星槎大学学長の井上一ら8人がマスメディア集中排除原則にいう支配関係にある。
有限会社湘南マジックウェイブの登記上の本社は湘南学習センター内に、実質的な本社でもある演奏所（スタジオ）は大磯町国府本郷の星槎湘南大磯キャンパス内にある。
送信所は二宮町中里の国際学園研修棟にあり、特定地上基幹放送局の呼出符号はJOZZ3CI-FM、周波数85.6MHz、空中線電力10W、放送区域は大磯町・二宮町・中井町の各一部地域。国際学園研修棟にはサテライトスタジオも併設されている。
湘南ケーブルネットワークでもデータ放送により再送信している。インターネット配信はJCBAインターネットサイマルラジオによる。
- 放送エリアは大磯町・二宮町・中井町[6]と称している。

星槎グループが運営という特徴を生かして全国の学習センターとの企画などをしており、後述のとおり学生の制作による番組を多く放送している。
自社制作番組以外の時間は、ミュージックバードの番組を放送。

### 沿革
- 1999年（平成11年）- 有限会社湘南マジックウェイブ設立[8]。
- 2016年（平成28年）10月29日 - 学校法人国際学園が特定地上基幹放送局の予備免許取得[5]。
- 2017年（平成29年）
  - 4月20日 - 学校法人国際学園[9]が日本コミュニティ放送協会に加盟[10]。
  - 4月21日 - 学校法人国際学園が特定地上基幹放送局の免許取得[11]。
  - 4月23日 - 正午に開局[12][11]、JCBAインターネットサイマルラジオによるインターネット配信も開始。

### 番組
- SEISAモーニング（月 - 金 6:00 - 9:00）
- SEISAランチ（月 - 金 12:00 - 13:00）
- よじごじ（月 - 金 16:00 - 17:00）
- 全国の学生諸君!!（月 - 金 18:00 - 19:00） - 全国のコミュニティ放送局で放送されている高校・大学生制作の番組をネット
- マジックカレッジ（月 - 金 19:00 - 21:00） - 湘南内外の大学生が制作する番組
- BACK to the TEACHER（月 - 金 21:00 - 23:00） - SEISAグループの教職員が制作する番組
- Sunday Magic Square（日 18:00 - 21:00） - DJ：山内秀一
- Saturday Bravo!（土 10:00 - 13:00） - DJ：Mewひとみ